# 대명 킬러웨일즈
서울 대명 킬러웨일즈 IHC(Seoul Daemyung Killer Whales Ice Hockey Club)는 대한민국 서울특별시에 있었던 아이스하키 선수단이다. 소노호텔앤리조트가 운영했던 남자 세미프로 아이스하키단이며, 2016년에 창단되고 2021년에 해단되었다.

## 2013년 - 2016년
2013년부터 3년간 대명 상무 아이스하키단의 네이밍 스폰서를 맡았고, 2014년 4월 경기도 고양시에서 열린 2014 국제아이스하키연맹(IIHF) 아이스하키 세계선수권 디비전 1 그룹 A 대회 때 메인 스폰서로 참여하는 등 대한민국의 비인기 종목인 아이스하키에 꾸준한 관심을 가져왔던 대명그룹이 이번에는 직접 아이스하키팀을 창단하였다.
2016년 5월 23일 대한민국에서 안양 한라, 하이원에 이어 3번째로 창단한 이 팀의 구단명은 범고래를 뜻하는 '킬러웨일즈'로 정했다. 2016-17 시즌부터 아시아 지역의 통합 프로리그인 아시아리그 아이스하키에 참가한다. 강원도 강릉시의 강릉 하키 센터를 연고지로 삼았으나, 해당 경기장에서 2018년 평창 동계올림픽이 진행되는 관계로 2년동안 인천광역시에 위치한 선학국제빙상경기장을 홈구장으로 사용한다. 아시아리그 아이스하키 2019-2020 시즌부터는 연고지를 인천에서 서울로 이전하고 서울 목동 아이스링크를 홈구장으로 사용한다.
첫 시즌을 앞두고 캐나다 유학파 출신의 '송치영'을 감독으로 선임하고, 북미아이스하키리그(NHL) 경력의 '윌리엄 제임스 머리' 트레이너를 영입하였다. 또 대한민국 아이스하키 구단 최초로 공개 테스트를 통해 18명 규모의 선수단을 꾸렸다. 그러나 그렇게 맞이한 아시아리그 아이스하키 2016-17 시즌은 48경기 중 7승과 1연장승을 거두는 데 그치며 리그 9팀 중 8위로 끝이났다.

## 2017년과 대한민국 대회 우승
지난 시즌의 성적에 자극을 받은 팀 측은 2017년 5월, 창단 첫 아시아리그 플레이오프 진출을 목표로 정하고 팀 앰블렘을 바꾼다. 또 북미아이스하키리그(NHL) 감독 출신인 '케빈 콘스탄틴'을 감독으로 선임하고, '브라이언 영', '맷 멀리' 등 아시아리그 경험이 풍부한 외국 선수와 대한민국 국가대표 공격수 '이영준', 리그 통합챔프팀 출신 '김우영'과 '성우제'까지 영입한다. 이어서 일본인 3인방 하키천재'로 주목받았던 '이시오카 빈', 일본 대표팀 출신 '사카타', '스즈키 유타'를 영입한다. 그 결과 아시아리그를 앞둔 2017년 11월 대한민국에서 열린 '제72회 전국 종합 아이스하키선수권대회'에서 팀의 첫 우승컵을 들게된다. 대한민국의 강자인 안양 한라와 하이원의 주요선수가 국가대표로 차출된데다 시즌을 앞두고 준비한 팀 구성이 빛을 발한 것이다.

## 참고 문헌
- “스포츠지원포털 등록 현황”. 대한체육회.